# 힐마르 바운스고르
힐마르 토르모드 잉골프 바운스고르(덴마크어: Hilmar Tormod Ingolf Baunsgaard, 1920년 2월 26일~1989년 6월 30일)는 덴마크의 정치인이다. 소속 정당은 사회자유당이다.
1961년 9월 7일부터 1964년 9월 26일까지 덴마크 통상부 장관을 역임했으며 1968년 2월 2일부터 1971년 10월 11일까지 제41대 덴마크의 총리를 역임했다. 1971년부터 1975년까지 사회자유당 덴마크 의회 원내대표를 역임했다.